# SMAD2
SMAD2 (англ. Mothers against decapentaplegic homolog 2, Similar to Mothers Against Decapentaplegic) — белок, кодируемый у человека геном SMAD2. Он относится к семейству белков SMAD, члены которого подобны белковым продуктам гена Mad (англ. mothers against decapentaplegic) плодовой мушки Drosophila melanogaster и гена SMA нематоды C. elegans. Белки SMAD — преобразователи сигналов и транскрипционные модуляторы, которые опосредуют несколько сигнальных путей.

## Ген
У человека ген SMAD2 находится на 18-й хромосоме в локусе 18q21.1 и содержит 16 экзонов. Этот ген экспрессируется на высоких уровнях в скелетных мышцах, клетках эндотелия, сердце и плаценте. 

## Структура
В отсутствие трансформирующего фактора роста (TGFβ) SMAD2 существует в виде мономера, однако под действием (TGFβ) он формирует гетеродимер с другим белком группы SMAD, SMAD4. SMAD2 состоит из 467 аминокислотных остатков. Остатки 74, 149, 161 и 166 участвуют в связывании этим белком ионов цинка. Остатки 10—176 формируют домен МН1 (англ. MAD homology 1), а остатки 274—467 — MH2. Остатки 221—225 образуют так называемый PY-мотив. Во вторичной структуре белка присутствуют альфа-спирали, бета-слои и повороты.

### Посттрансляционные модификации
Возможны различные посттрансляционные модификации этого белка. Во-первых, SMAD2 может быть ацетилирован по остаткам серина 2 и лизина 19. Ацетилирование по лизину 19 активирует этот белок, усиливая его связывание с ДНК в промоторах генов-мишеней. В ядре SMAD2 может ацетилироваться под действием EP300 (р300). Во-вторых, возможно фосфорилирование SMAD2 по остаткам треонина 220, остаткам серина 245, 250 и 255. В ответ на сигнал TGFβ и киназой-рецептором активина 1 типа он может быть фосфорилирован по Ser 465/467, рекрутируя другие белки (например, SNON) для дальнейшей деградации. В ответ на декорин — естественный ингибитор сигнального пути TGFβ — SMAD2 фосфорилируется по Ser 240 киназой CaMK2. В ответ на сигнал эпидермального фактора роста (EGF) киназа MAPK3 фосфорилирует SMAD2. Также возможно фосфорилирование SMAD2 белком PDPK1. В-третьих, в ответ на сигнал TGFβ SMAD2 может убиквитинироваться NEDD4L, который стимулирует его деградацию. Моноубиквитирование SMAD2 предотвращает связывание этого белка с ДНК. Деубиквитирование под действием USP15 смягчает это ингибирование.

## Функции
SMAD2 опосредует сигнал трансформирующего фактора роста (TGFβ), и, таким образом, регулирует несколько клеточных процессов, таких как клеточная пролиферация, апоптоз и дифференцировка. Этот белок рекрутируется рецепторами TGFβ за счет взаимодействия с якорным белком SARA (англ. SMAD anchor for receptor activation). В ответ на сигнал TGFβ этот белок фосфорилируют рецепторы TGFβ серин-серин-метионин-серин (SSMS)-мотивам на его С-конце. Фосфорилирование вызывает диссоциацию SARA от рецепторов TGFβ и ассоциацию SARA с другим членом семейства SMAD, SMAD4. Ассоциация с SMAD4 важна для транслокации данного белка в ядро клетки, где он связывается с элементом PRE в промоторе-мишени и активирует транскрипцию. Этот белок может также быть фосфорилирован киназой-рецептором активина 1 типа и опосредовать сигнал от активина.
Примером подобных эффектов, связанных с TGFβ, может служить участие SMAD2 в TGF-β1-индуцированном апоптозе эпителиальных клеток дёсен человека, а сверхэкспрессия SMAD2 приводит к снижению пролиферации клеток соединительного эпителия. Кроме того, установлено, что кальций-чувствительные рецепторы блокируют сигнальный путь TGF-β через фосфорилирование SMAD2. SMAD2, совместно с TGF-β, участвует и в регуляции развития, в частности, он задействован в регуляции дифференцировки клеток гладких мышц стенок сосудов из нервного гребня.
SMAD2 выполняет и другие функции, не связанные с TGFβ. Например, этот белок, совместно с белком p38, вовлечён в определение судьбы клеток зародышевой линии с генотипом XY. Показано, что у мышей полиомавирусная микроРНК действует на апоптоз посредством ингибирования SMAD2.

## Клиническое значение
SMAD2 может быть вовлечён в развитие некоторых опухолей, например, TGF-β-SMAD2-зависимая активация циклин-зависимой киназы 25А (CDC25A) усиливает пролиферацию метастазирующих клеток рака молочной железы. В то же время сигнальный путь SMAD2/3 совместно с гистонметилтрансферазой (H3K9) подавляет метастазирование при раке лёгкого и может выступать как супрессор колоректальной карциномы. Кроме того, установлено, что у мышей нарушения в сигнальном пути SMAD2 приводят к развитию сосудистой аневризмы.

## Взаимодействия с другими белками
SMAD2 взаимодействует со множеством различных белков: по разным данным насчитывают 220—260 взаимодействий. SMAD2 положительно регулирует активность киназы PDPK1, вызывая её диссоциацию от белка семейства 14-3-3 YWHAQ, который выступает отрицательным регулятором этой киназы. Через МН2-домен SMAD2 взаимодействует с ZFYVE9, LEMD3, PMEPA1, в дефосфорилированным состоянием через домены МН1 и МН2 взаимодействует с RANBP3. Под действием TGFβ может образовывать комплекс с SMAD3 и TRIM33. С полным списком белков, с которыми взаимодействует SMAD2, можно ознакомиться в специальных базах данных (см.).